# Municipio de Short Bend
El municipio de Short Bend (en inglés: Short Bend Township) es un municipio ubicado en el condado de Dent en el estado estadounidense de Misuri. En el año 2010 tenía una población de 466 habitantes y una densidad poblacional de 2,48 personas por km².

## Geografía
El municipio de Short Bend se encuentra ubicado en las coordenadas 37°44′50″N 91°24′41″O / 37.74722, -91.41139. Según la Oficina del Censo de los Estados Unidos, el municipio tiene una superficie total de 187.55 km², de la cual 186,6 km² corresponden a tierra firme y (0,51 %) 0,96 km² es agua.

## Demografía
Según el censo de 2010, había 466 personas residiendo en el municipio de Short Bend. La densidad de población era de 2,48 hab./km². De los 466 habitantes, el municipio de Short Bend estaba compuesto por el 96,35 % blancos, el 0,43 % eran afroamericanos, el 0,64 % eran amerindios y el 2,58 % eran de una mezcla de razas. Del total de la población el 0,86 % eran hispanos o latinos de cualquier raza.